# Хёйкюр Хильмарссон
Хёйкюр Хильмарссон (Хёкур, иногда фонетически неточно Хаукур, исл. Haukur Hilmarsson; 22 июля 1986 года — 24 февраля 2018 года), также известный под псевдонимом Шахин Хоссейни — исландский анархист, политический активист. 

## Активист-анархист в Исландии
Стоял у истоков анархистского движения XXI века в Исландии. Сыграл важную роль в развертывании движения за права беженцев в Исландии, которому удавалось останавливать депортации в аэропортах, а также в экологических протестах, в том числе против строительства загрязняющего окружающую среду деалюминиевого комбината.
Получил известность во время «Кастрюльной революции» 2009 года — протестов против исландского финансового кризиса. Тогда он вскарабкался на здание исландского парламента, подняв на флагштоке знамя со свиньёй-копилкой — эмблемой монопольной сети розничной торговли (супермаркетов Bónus), принадлежащей одному из богатейших собственников страны Йону Йоуханессону. Этой акцией он хотел показать, что истинными хозяевами страны являлись бизнесмены и банкиры, в чьих интересах осуществлялась правительственная политика.
Арест активиста две недели спустя спровоцировал толпу протестующих на успешный штурм штаб-квартиры исландской полиции в центре Рейкьявика, где содержали Хёйкюра и откуда он был освобождён.

## Доброволец в Сирийском Курдистане. Гибель
Хёйкюр Хильмарссон отправился в Сирию в 2017 году, чтобы сражаться на стороне курдских сил Рожавы — Отрядов народной самообороны. При его первой неудачной попытке добраться до Сирийского Курдистана через Ирак его арестовали и депортировали обратно в Исландию. Однако затем он смог присоединиться к созданному его греческими товарищами Революционному союзу за интернационалистскую солидарность (RUIS) — анархистскому подразделению Международного батальона свободы, объединяющего иностранных добровольцев левых взглядов.
В том же году он участвовал в освобождении Ракки от ИГИЛ. 6 марта 2018 года турецкие СМИ сообщили, что Хёйкюр был убит в результате турецкого авиаудара по Африну 24 февраля.

## Личная жизнь
Хёйкюр был сыном исландской активистки и писательницы Евы Хауксдоуттир.